# Najadowate
Najadowate, najady (Naidinae) – kosmopolityczna i bardzo zróżnicowana ekologicznie podrodzina wodnych pierścienic zaliczanych do skąposzczetów z rodziny Naididae, wcześniej klasyfikowana pod tą nazwą jako odrębna rodzina. W wyniku badań morfologicznych i molekularnych najadowate zostały włączone do rurecznikowatych (Tubificidae), ale naukowa nazwa rodziny uległa zmianie zgodnie z zasadami Międzynarodowego Kodeksu Nomenklatury Zoologicznej. Decyzją ICZN z 2007 dawna nazwa naukowa rodziny Tubificidae została zastąpiona nazwą Naididae, natomiast najadowate (Naidinae) stanowią jedną z jej podrodzin.
Najadowate występują na dnie zbiorników wodnych oraz wśród roślinności wodnej, głównie w wodach słodkich. Niektóre są spotykane również w wodach słonawych. Tylko nieliczne gatunki z rodzaju Paranais występują w wodach słonych, w przybrzeżnej strefie mórz i oceanów.
Charakteryzują się obecnością oczu, co jest nietypowe dla skąposzczetów. Ciało najadowatych jest najczęściej przezroczyste, żółtawe, brunatne, rzadziej różowe, z wyraźną segmentacją. Zwykle nie przekracza 20 mm, choć są wśród nich gatunki o długości 60 mm, a najmniejsze mierzą 1–5 mm.
W zależności od gatunku prowadzą zróżnicowany tryb życia. Jedne są detrytusożercami, inne żywią się glonami, są drapieżnikami, komensalami lub pasożytami. Niektóre gatunki z rodzaju Chaetogaster są drapieżnikami zjadającymi pierwotniaki, wrotki i drobne skorupiaki. Chaetogaster limnaei jest komensalem wodnych ślimaków i małży, a Chaetogaster diastrophus i Nais barbata to komensale mszywiołów i gąbek. Niektóre Allodero spp. pasożytują na żabach.
Rozmnażają się głównie przez paratomię, rzadko na drodze płciowej.
W faunie Polski odnotowano 46 gatunków najadowatych.

## Klasyfikacja
Liczba gatunków zaliczanych do najadowatych wynosi według różnych autorów od 160 do 240. Grupowane są w około 40 rodzajach, m.in.:
- Allodero,
- Amphichaeta,
- Arcteonais,
- Chaetogaster,
- Dero,
- Nais,
- Paranais,
- Pristina.

Typem nomenklatorycznym podrodziny Naidinae jest Nais.